# Лор'ян (округ)
Округ Лор'ян (фр. Arrondissement de Lorient) — округ у Франції, в департаменті Морбіан. 2023 року округ об'єднував 58 муніципалітетів, населення становило 318 843 особи.
Адміністративний центр (супрефектура) — Лор'ян.

## Муніципалітети
Список муніципалітетів округу та їхні коди INSEE:
1. Бангор (56009)
2. Бельз (56013)
3. Брандерйон (56021)
4. Бреш (56023)
5. Бюбрі (56026)
6. Гавр (56062)
7. Гідель (56078)
8. Груа (56069)
9. Енгіньєль (56089)
10. Ензензак-Локрис (56090)
11. Еннбон (56083)
12. Ердеван (56054)
13. Етель (56055)
14. Жестель (56063)
15. Калан (56029)
16. Камор (56031)
17. Карнак (56034)
18. Кеван (56185)
19. Кервіньяк (56094)
20. Кіберон (56186)
21. Кістінік (56188)
22. Клеге (56040)
23. Кодан (56036)
24. Крак (56046)
25. Ла-Триніте-сюр-Мер (56258)
26. Ланводан (56104)
27. Лангідік (56101)
28. Ландеван (56097)
29. Ландоль (56096)
30. Ланесте (56098)
31. Лармор-Плаж (56107)
32. Ле-Пале (56152)
33. Локмаріаке (56116)
34. Локмар'я (56114)
35. Локмікелік (56118)
36. Локоаль-Мандон (56119)
37. Лор'ян (56121)
38. Мерлевне (56130)
39. Ностан (56148)
40. Оедік (56085)
41. Оре (56007)
42. Плоемель (56161)
43. Плоемер (56162)
44. Плуарнель (56168)
45. Плуе (56166)
46. Плуїнек (56169)
47. Плювіньє (56177)
48. Плюмерга (56175)
49. Плюнере (56176)
50. Пон-Скорфф (56179)
51. Пор-Луї (56181)
52. Р'янтек (56193)
53. Сен-П'єрр-Кіберон (56234)
54. Сен-Філібер (56233)
55. Сент-Анн-д'Оре (56263)
56. Сент-Елен (56220)
57. Созон (56241)
58. Уа (56086)